# Indiana Jones et le Temple du Péril
Indiana Jones et le Temple du Péril, située au parc Disneyland Paris dans le land Adventureland, est une attraction de type montagnes russes avec looping unique, basées sur le thème de l'archéologie. Elle partage son concept avec Raging Spirits à Tokyo DisneySea mais sans le thème d'Indiana Jones.

## Le concept
Indiana Jones et le Temple du Péril est imaginé dans le cadre du « Added Capacity Program » de 1993. Le but de ce programme est alors d'ajouter plusieurs attractions au parc qui en manque à l'époque. À son ouverture, il n'offre guère qu'une journée d'activité. De plus, Euro Disney Resort est doté de milliers de chambres qu'il peine à remplir. Le projet se résume à acheter un circuit avec un looping à une société externe et de le décorer par les artistes Disney. Depuis la Californie, les concepteurs John Grezinsky et Chris Tietz dessinent le décorum.
Le tracé du parcours est copié sur les premières montagnes russes avec looping construites par la société Pinfari. Pinfari nomme ce modèle TL-59. « TL » signifie The Loop et « 59 » correspond à la largeur de 59 mètres. Cette version d'Intamin copie le parcours, mais utilise un style de piste unique à Intamin.
Indiana Jones et le Temple du Péril est la première attraction Disney incluant une inversion. Elle ouvre en 1993 au parc Disneyland Paris et devient le premier parcours des parcs à thèmes Disney à intégrer un looping à 360° (deux ans avant l'ouverture de Space Mountain - De la Terre à la Lune). Cette attraction est prévue initialement dans le but de désengorger la file d'attente de Big Thunder Mountain , alors seules montagnes russes du parc Disneyland .
Le thème est la visite d'un temple en ruine redécouvert dans la jungle.

## L'attraction
Le thème de l'attraction est inspiré de la scène mythique de la fuite en wagons des mines de Pankot du film Indiana Jones et le Temple maudit réalisé par Steven Spielberg en 1984. Michael Eisner, alors patron de Paramount Pictures (avant d'être celui de Disney), réussit le tour de force de produire les trois films d'Indiana Jones avec Steven Spielberg et George Lucas, ce qui a permis en plus à Disney d'obtenir facilement le droit de créer ces attractions.
Le visiteur parcourt un temple hindou en ruines redécouvert par l'archéologue-aventurier, Indiana Jones, temple autour duquel a été construit un réseau de rails supposé servir aux archéologues.
Après avoir parcouru la jungle et traversé le camp de base (une longue file d'attente), le visiteur grimpe l'imposant escalier flanqué de deux statues de cobras naja, créature protectrice du dieu Shiva. En haut face aux visiteurs, un cercle de pierre est parfois traversé par un train. C'est le looping. Ensuite on descend vers le quai d'embarquement.
Il prend place dans les wagonnets d'un train qui parcourt ce temple. Le train prend de la hauteur grâce à un lift (système mécanique permettant la montée automatique des wagonnets) puis exécute quelques virages, descentes et montées, pour ensuite effectuer une grande chute et enchaîner le looping à l'intérieur du temple. Quelques virages encore, et les wagonnets s'arrêtent dans la salle d'embarquement. Le looping est peu visible dans l'attraction. C'est seulement au moment où la montée semble un peu longue que le passager s'aperçoit que l'on vient d'avoir la tête en bas.
Du 1er avril 2000 à novembre 2004, l'attraction était sponsorisée par Esso et les wagonnets de l'attraction étaient montés à l'envers d'où le nom : Le Temple du péril … à l'envers.
Cette attraction bénéficie du système FastPass
Cette attraction bénéficie du système Disney Premier Access
- Ouverture : 30 juillet 1993[4]
- Constructeur : Walt Disney Imagineering, Intamin
  - Sous-traitant : Giovanola
- Conception : Werner Stengel
- Longueur du parcours : 566 m
- Point culminant : 18 m
- Descente : longueur de 10 m à environ 60°
- Inversions : 1 looping vertical
- Vitesse maximale : 58 km/h
- Durée du parcours : 1 min 14 s
- Débit théorique : 1 473 passagers à l'heure
- Capacité maximale par train : 12 personnes
- Nombre de trains : 7 dont 6 utilisables en même temps
- Installation : 2 wagons de 3 x 2 personnes
- Taille minimale requise pour l'accès : 1,40 m (également déconseillé aux enfants de moins de 8 ans)
- Type d'attraction : Montagnes russes à looping unique

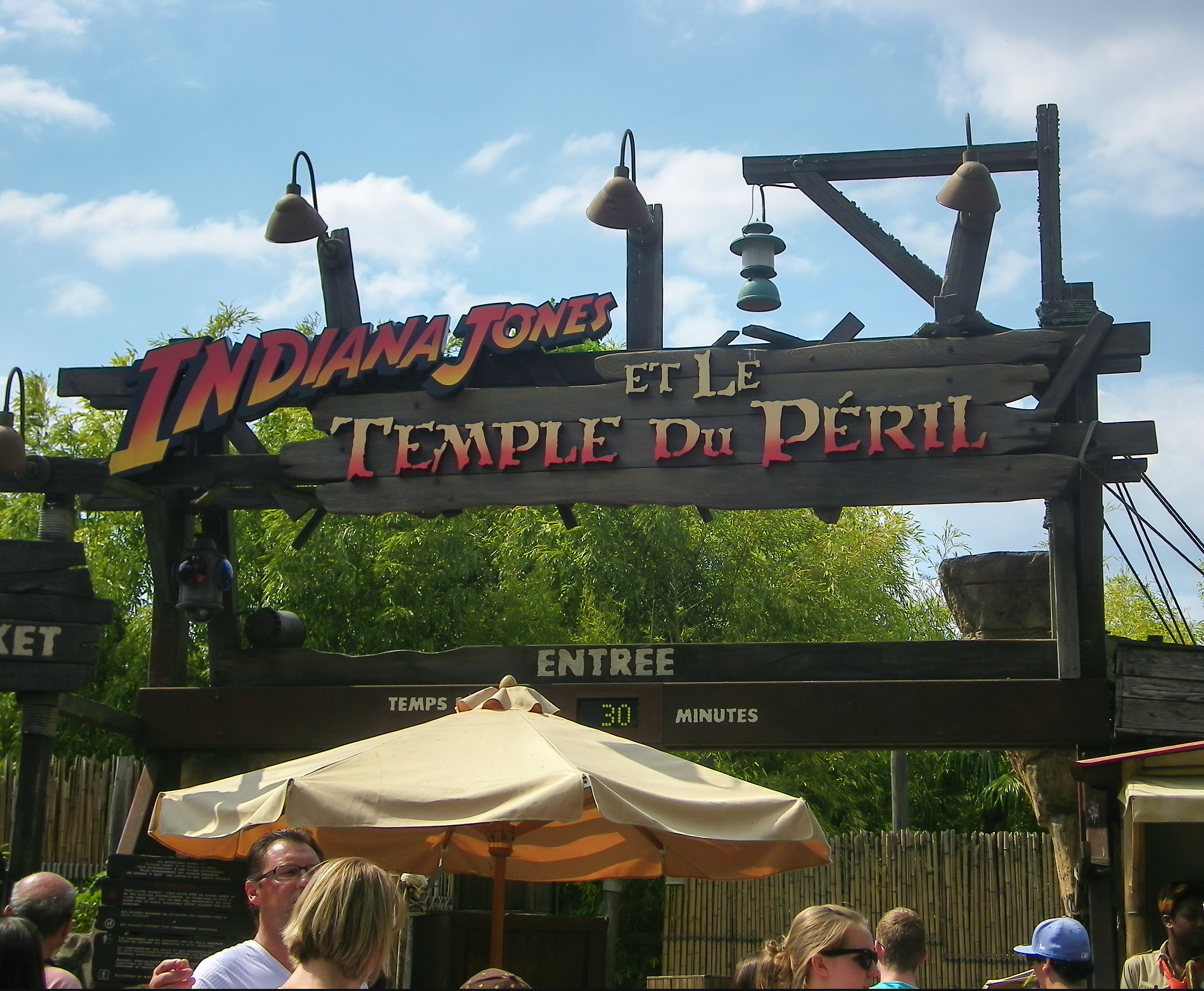
Entrée de l'attraction
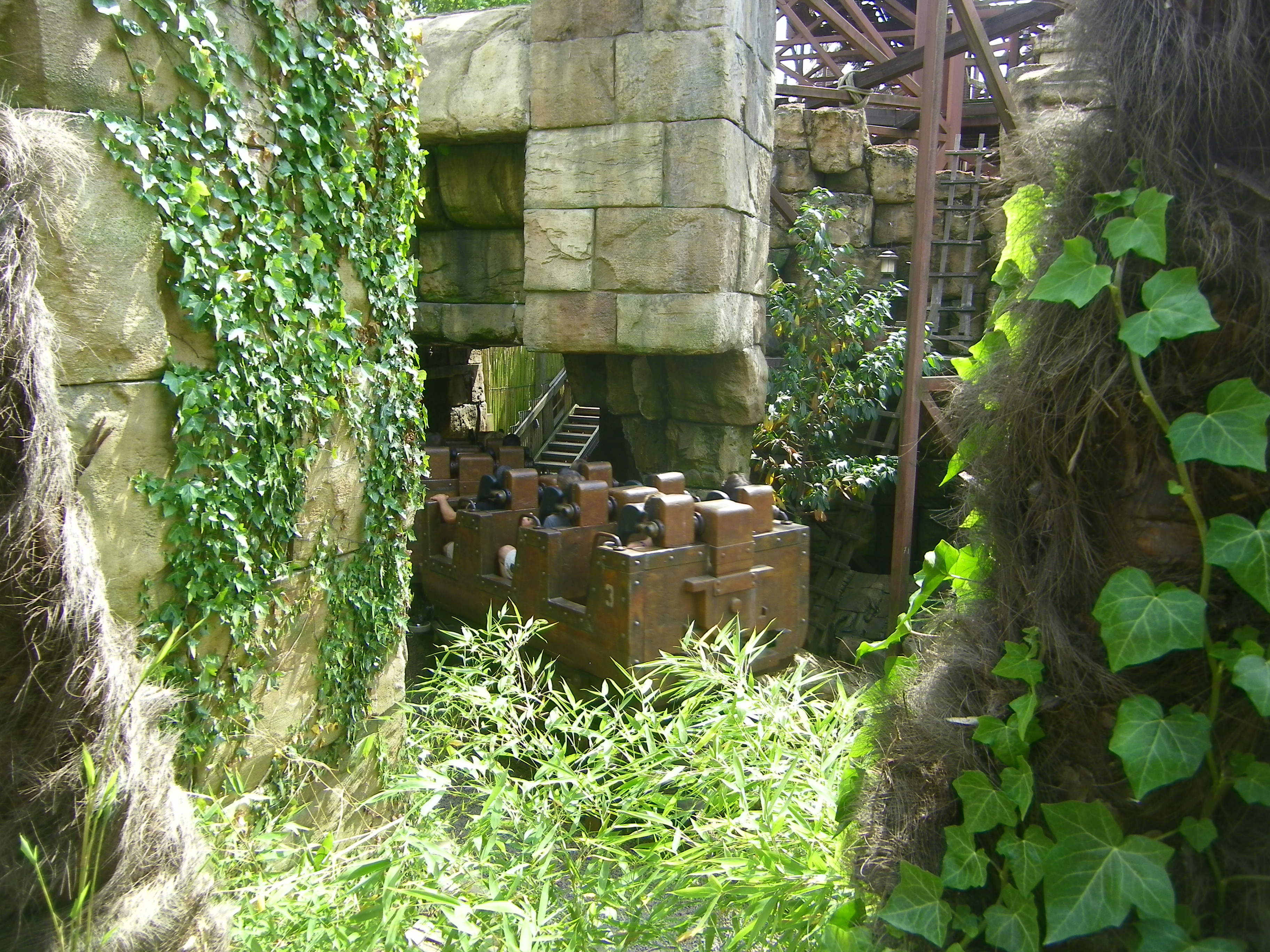
Quelques décors de l'attraction